# Melitaea honei
Melitaea honei är en fjärilsart som beskrevs av Belter 1942. Melitaea honei ingår i släktet Melitaea och familjen praktfjärilar. Inga underarter finns listade i Catalogue of Life.